# Garessio
Garessio är en ort och kommun i provinsen Cuneo i regionen Piemonte i Italien. Kommunen hade 3 056 invånare (2018).